# Walter van Dievoet
Jonkheer Walter van Dievoet (Leuven, 24 juni 1931 - aldaar, 6 februari 2023) was een Vlaams burgerlijk ingenieur en kunsthistoricus, gespecialiseerd in de geschiedenis van de goudsmeedkunst.
Hij was de zoon van baron Emile van Dievoet en bleef immers ongehuwd. Walter van Dievoet overleed op 6 februari 2023 op 91-jarige leeftijd in het Leuvense Woonzorgcentrum Sint Vincentius.

## Zijn publicaties
- Brugse edelsmeden van de negentiende eeuw - Ed.: 2005
- Les bureaux belges pour la garantie des ouvrages d'or et d'argent et leur personnel au XIXe siècle - Ed.: 2008
- De geschiedenis en de officiële merken van de keurkamers voor de waarborg van goud en zilver in België van 1794 tot nu
- Des orfèvres liégeois de la famille Drion ont-ils travaillé dans le département de Sambre-et-Meuse ?, - Ed.: 2007
- Dictionnaire des orfèvres et bijoutiers de Bruxelles et environs et des arrondissements de Nivelles et de Hal-Vilvorde au XIXe siècle
- Edelsmeden in Vlaams-Brabant : (Leuven, Aarschot, Diest en Tienen) : Tijdens het Ancient Régime en de Negentiende Eeuw.
- Les Wolfers : orfèvres, bijoutiers et joailliers, - Ed.: 2002
- Orfèvres de Liège du XIXe siècle - Ed.: 2006
- Orfèvres de Namur du XIXe siècle - Ed.: 2007
- Paire de flambeaux de Guillaume Posson : orfèvre namurois du XVIIe siècle - Ed.: 2007
- Répertoire général des orfèvres et des marques d'orfèvrerie en Belgique = Algemeen repertorium van de edelsmeden en van de merken : I+II : 1798-1942 ; III : 1942-1997
- Orfèvres de l'Ancien Régime au poinçon de Bruxelles. Edelsmeden van het Ancien Régime met merken van Brussel, avant-propos du Dr Wim Nys, Leuven : Peeters, 2019.